# لبنیتسا
لبنیتسا (به بلغاری: Lebnitsa) یک منطقهٔ مسکونی در بلغارستان است که در ساندانسکی واقع شده‌است.